# 小行星7053
小行星7053（英語：7053）是一颗围绕太阳公转的小行星。1989年3月28日，杉江淳在Dynic发现了此天体。
这颗小行星的绝对星等为351.076150287003等。